# Fritz Weniger
Fritz Weniger (* 10. Juni 1948) ist ein ehemaliger deutscher Fußballspieler, der in den 1970er und 1980er Jahren für die BSG Chemie Leipzig in der DDR-Oberliga spielte, der höchsten Spielklasse im DDR-Fußball.

## Sportliche Laufbahn
Die Betriebssportgemeinschaft (BSG) Chemie Wolfen war Fritz Wenigers erste Station im DDR-weiten Fußballspielbetrieb. Mit der BSG Chemie spielte er in der Saison 1969/70 erstmals in der zweitklassigen DDR-Liga, von den 30 Punktspielen bestritt er 25 Partien und war mit vier Toren erfolgreich. 1970/71 wurden nur 26 Partien ausgetragen, von denen Weniger 20 absolvierte und diesmal zwei Tore erzielte. Die Saison 1971/72 musste er in der drittklassigen Bezirksliga Halle verbringen, da die BSG Chemie gegen die Verbandsvorschriften verstoßen hatte und aus der DDR-Liga suspendiert worden war. Binnen eines Jahres gelang den Wolfenern mit Hilfe von Fritz Weniger die Rückkehr in die DDR-Liga. Zu Beginn der Spielzeit 1972/73 wechselte er zur BSG Chemie Leipzig, die zuvor aus der DDR-Oberliga aufgestiegen war. Weniger gelang es aber nicht, sich in die Stammmannschaft hineinzuspielen. Er kam als Stürmer nur in zehn Oberligaspielen zum Einsatz, von denen er sieben Partien von Beginn an bestritt und dreimal zum Torerfolg kam. 1973/74 kam er auf dieselbe Anzahl von Oberligaeinsätzen, blieb diesmal aber ohne Tor. Am Saisonende stieg die BSG Chemie erneut in die DDR-Liga ab, schaffte aber sofort den Wiederaufstieg. Weniger war daran mit 19 Ligaspielen und sieben Aufstiegsspielen mit insgesamt vier Toren beteiligt. In seiner dritten Oberligasaison verlor Weniger wieder seinen Stammplatz und kam erneut nur auf zehn Punktspieleinsätze ohne Tor. Als danach die BSG Chemie wieder absteigen musste, wechselte Weniger zum DDR-Ligisten Aktivist Espenhain. Dort gehörte er für drei Spielzeiten zur Stammelf, bei 66 ausgetragenen Ligaspielen kam er 63-mal zum Einsatz. Dabei erzielte er 31 Tore, wobei er 1977/78 mit 15 Treffern Torschützenkönig der BSG Aktivist wurde. Nachdem er in der Hinrunde 1979/80 in Espenhain fünf Punktspiele bestritten hatte, holte ihn die BSG Chemie Leipzig in ihre Oberligamannschaft zurück, wo er aber wieder nur als Ersatzspieler fungierte. Bei seinen abermals zehn Einsätzen absolvierte er nur drei Spiele über die volle Zeit. Als er am Saisonende mit Chemie Leipzig zum dritten Mal abgestiegen war, verließ er die Chemiker endgültig und schloss sich der BSG Stahl Nordwest Leipzig an. Mit ihr bestritt er 1981/82 16 von 22 Spielen in der DDR-Liga und schoss seine letzten beiden Tore im höherklassigen Fußball. Im Sommer 1981 beendete er seine Laufbahn als Fußballspieler, in der er zwischen 1969 und 1981 auf 40 Oberligaspiele mit drei Toren und 148 DDR-Liga-Spiele mit 45 Toren gekommen war. Hinzu kommen sieben Spiele in der Aufstiegsrunde zur Oberliga. Von 1981 bis 1990 wirkte er als Übungsleiter bei Aktivist Espenhain, dessen Mannschaft in dieser Zeit in der Bezirksliga spielte.